# 305-я стрелковая дивизия (1-го формирования)
305-я стрелковая дивизия — войсковое соединение Вооружённых Сил СССР в Великой Отечественной войне

## История
Сформирована в июле-августе 1941 в Дмитрове. Более половины личного состава дивизии составляли добровольцы Коминтерновского района Москвы, а также мобилизованные Калининской области.
В составе действующей армии с 15 августа 1941 по 2 июля 1942 года.
21 августа 1941 года подошла пешим маршем на оборонительный рубеж по рекам Малый Волховец и Волхов под Новгород и немедленно приступила к атакам на Хутыньский монастырь. Вела бои за Новгород до его оставления 24 августа 1941 года, после чего отошла за реку и приступила к обороне и оборудованию позиций в районе населённых пунктов Пахотная гора, Ущерское, Шендорф, Радионовка, Ущерское, Малая Вишера, Муравьи. Казарменный комплекс в деревне Муравьи, обороняемый 1000-м стрелковым полком 305-й стрелковой дивизии, безуспешно штурмовали части испанской 250-й пехотной дивизии (известной также как «Голубая»).
Во время немецкого наступления на Тихвин принимала активное участие в боях своим правым флангом в районе Дубровка, Муравьи в октябре-ноябре 1941 года. В декабре 1941 года ведёт отдельными подразделениями бои в районе Тигоды, Никольского.
С 27 декабря 1941 года отдельными подразделениями осуществляла попытки форсировать Волхов. 7 января 1942 года двумя батальонами захватила небольшие плацдармы, но к 10 января 1942 года была вынуждена оставить их. 13 января 1942 года в первых эшелонах общего наступления войск 52-й армии форсировала реку на участке Горка — Теремец, к 15 января в тяжёлых боях овладела опорными пунктами противника и, развивая наступление, вышла ко второму оборонительному рубежу на участке Любцы — Тютицы, где штурмовала вражеские позиции. В конце февраля 1942 года введена в прорыв у Мясного Бора, где 28 февраля 1942 года, развернувшись фронтом на юг, приняла оборону у 259-й стрелковой дивизии на северо-западе Замошского болота, у деревень Большое и Малое Замошье. С 15 марта 1942 года отбивала атаки немецких войск, которые, наступая с юга стремились закрыть горловину прорыва. Во второй декаде марта 1942 года своим левым флангом, занявшим после состоявшегося замыкания кольца оборону по западному берегу реки Глушица, вела бои по разрыву кольца окружения, наступая на восток в направлении Новой Керести, и 27 марта 1942 года совместными усилиями небольшой коридор был пробит. До лета 1942 года дивизия вела бои в коридоре и близ него и обороняла вверенный участок.
В ходе операции по выводу из окружения 2-й ударной армии в начале июня 1942 года немецкие войска вновь сумели закрыть узкий коридор, дивизия вместе с другими войсками армии оказалась в кольце и была полностью уничтожена. По некоторым данным, на июль 1942 года, списочный состав дивизии насчитывал всего 82 человека.
Дивизия расформирована 30 июля 1942 года.

## Состав
- 1000-й стрелковый полк
- 1002-й стрелковый полк
- 1004-й стрелковый полк
- 830-й артиллерийский полк
- 358-й отдельный истребительно-противотанковый дивизион
- 474-я зенитная батарея (242-й отдельный зенитный артиллерийский дивизион)
- 377-я разведывательная рота
- 573-й сапёрный батальон
- 726-й отдельный батальон связи
- 293-й медико-санитарный батальон
- 305-я отдельная рота химической защиты
- 448-я автотранспортная рота
- 432-я полевая хлебопекарня
- 704-й дивизионный ветеринарный лазарет
- 954-я полевая почтовая станция
- 820-я полевая касса Госбанка (до 15.04.1942 номера не имела)

## Подчинение
| Дата            | Фронт (округ)            | Армия                                     | Корпус | Примечания |
| --------------- | ------------------------ | ----------------------------------------- | ------ | ---------- |
| 01.08.1941 года | Московский военный округ | -                                         | -      | -          |
| 01.09.1941 года | Северо-Западный фронт    | Новгородская армейская оперативная группа | -      | -          |
| 01.10.1941 года | Северо-Западный фронт    | Новгородская армейская оперативная группа | -      | -          |
| 01.11.1941 года | Северо-Западный фронт    | Новгородская армейская оперативная группа | -      | -          |
| 01.12.1941 года | Северо-Западный фронт    | Новгородская армейская оперативная группа | -      | -          |
| 01.01.1942 года | Волховский фронт         | 52-я армия                                | -      | -          |
| 01.02.1942 года | Волховский фронт         | 52-я армия                                | -      | -          |
| 01.03.1942 года | Волховский фронт         | 52-я армия                                | -      | -          |
| 01.04.1942 года | Волховский фронт         | 52-я армия                                | -      | -          |
| 01.05.1942 года | Волховский фронт         | 52-я армия                                | -      | -          |
| 01.06.1942 года | Волховский фронт         | 52-я армия                                | -      | -          |
| 01.07.1942 года | Волховский фронт         | 52-я армия                                | -      | -          |

## Командиры
- Барабанщиков, Дмитрий Иванович (02.07.1941 — 07.06.1942), полковник;
- Тарасов, Александр Павлович (08.06.1942 — 07.07.1942), полковник.